# Eulogio Doria Medina
Eulogio Doria Medina (La Paz, Bolivia; 1823 - La Paz, Bolivia; 9 de enero de 1886) fue un abogado, economista y político boliviano que desempeñó el cargo de ministro de Hacienda e Industria de Bolivia desde el 6 de junio de 1878 hasta el 28 de diciembre de 1879 durante la guerra del Pacífico en el gobierno del presidente Hilarión Daza Groselle pues cabe mencionar que cuando estalló la guerra el 14 de febrero de 1879 con la invasión chilena a la ciudad boliviana de Antofagasta, Doria Medina se encontraba ocupando momentáneamente el cargo de ministro de relaciones exteriores sustituyendo de manera provisional al canciller titular Serapio Reyes Ortiz quien había viajado a la ciudad de Lima para hacer efectivo el Tratado de Alianza Defensiva de 1873 entre Bolivia y Perú.

## Biografía
Eulogio Doria Medina nació en la ciudad de La Paz el año 1823. Realizó sus estudios escolares en su lugar natal y una vez concluido el bachillerato se trasladó a vivir a la ciudad de Sucre para continuar con sus estudios superiores. Ingresó a la carrera de derecho de la Universidad San Francisco Xavier de Chuquisaca (USFX) de  donde se graduó como abogado de profesión el año 1849.
El presidente de Bolivia José María Achá decide designar a Eulogio Doria Medina en el cargo de Prefecto del Departamento de Chuquisaca. A su vez fue también diputado en la Asamblea Constituyente de 1871 que redactó la nueva constitución de ese año. 

### Ministro de Hacienda e Industria de Bolivia (1878-1879)
El 6 de junio de 1878, el presidente Hilarión Daza lo designó en el cargo ministro de Hacienda e Industria. Cabe mencionar que en su calidad de ministro, Doria Medina llegó a un acuerdo mutuo con el entonces gran empresario minero Aniceto Arce Ruiz quien en ese momento era el presidente del directorio de la "Compañía Minera Guadalupe de Bolivia" la cual era un empresa minera que se dedicaba a la explotación y exportación de la plata.
El acuerdo consistía en que el gobierno boliviano concedía a Aniceto Arce la exención del pago de impuesto por un lapso de tiempo de 10 años además del compromiso gubernamental de no aumentar a más de Bs. 1 boliviano el impuesto vigente sobre el marco de plata. A cambio de este beneficio, Arce se comprometió a desembolsar alrededor de Bs. 52.232 bolivianos a favor del estado boliviano para que dicho monto dinero sea destinado a pagar la deuda que se tenía con la empresa fabricante de armas "E. Remington And Sons" de la ciudad de Nueva York pues cabe recordar que a través de las gestiones del coronel Andrés Aramayo, el gobierno boliviano había logrado adquirir de dicha fábrica estadounidense alrededor de unos 1500 fusiles modernos de la marca Remington además de sus respectivas municiones. Dichas armas llegaron desde Estados Unidos a Bolivia en enero de 1879 y serían de gran utilidad una vez comenzada la guerra del Pacífico el 14 de febrero de 1879.
El 10 de enero de 1879 el presidente Hilarión Daza inaugura el pequeño "Puerto de Chililaya" (actualmente denominado como Puerto Pérez) situado en pleno Altiplano a orillas del Lago Titicaca. Para la inauguración del puerto, asisten los vapores peruanos "Yapura" y "Yavari" los cuales desembarcan en tierra los nuevos fusiles Remington que llegaron finalmente a Bolivia a través del Perú.